# E-Cycling-Weltmeisterschaften 2023
Die E-Cycling-Weltmeisterschaften 2023 wurden am 18. Februar vom Radsport-Weltverband UCI in Zusammenarbeit mit Zwift ausgetragen.

## Ablauf
Die Qualifikation war wie im Vorjahr zweigeteilt: jeweils 25 Männer und Frauen konnten sich individuell einen Startplatz sichern. Dafür wurden auf Zwift drei virtuelle, regionale Qualifikationsrennen ausgetragen (Europa/Afrika, Amerika, Asien/Ozeanien), diese wurden am 12. und 13. November 2022 ausgetragen. Drei Viertel der jeweils 100 Startplätze bei Männern und Frauen vergab die UCI an die nationalen Verbände, die dafür die Fahrer benannten.
Die WM-Wettkämpfe fanden am 18. Februar 2023 statt, als virtuelles Rennen, an dem die Fahrer über Internet von zu Hause aus teilnehmen konnten. Es wurde ein neues Rennformat eingeführt, bei dem sich die Zahl der Fahrer nach und nach verringerte:
- Ein erstes, The Punch genanntes Rennen simulierte welliges Terrain auf 14,2 Kilometern Länge. Die ersten 30 Fahrer kamen weiter.
- Ein zweites Rennen hieß The Climb und testete mit 166 Höhenmetern über 8,6 Kilometern die Bergfestigkeit der Teilnehmer. Die ersten 10 kamen ins Finale.
- Das letzte Rennen, The Podium über 12,3 Kilometer, basierte auf dem Innenstadtkurs von Glasgow, auf dem ein halbes Jahr später die Straßenradsport-Weltmeisterschaften 2023 ausgetragen wurden. Von den 10 Fahrern schied an bestimmten Punkten jeweils der letzte aus, bis die drei verbliebenen im Zielsprint die Podiumsplätze ausmachten.

Alle drei Rennen wurden in kurzer Zeit nacheinander gefahren. Bei den Frauen verteidigte Loes Adegeest von FDJ-Suez erfolgreich ihren Titel, bei den Männern gewann der eher unbekannte Däne Bjørn Andreassen. Das Preisgeld für die Gewinner betrug wie in den Vorjahren 8000 Euro.

## Ergebnisse

### Frauen
| Platz | Name               | Land |
| ----- | ------------------ | ---- |
| 1     | Loes Adegeest      | NED  |
| 2     | Zoe Langham        | GBR  |
| 3     | Jacquie Godbe      | USA  |
| 4     | Sandrine Étienne   | FRA  |
| 5     | Arielle Verhaaren  | USA  |
| 6     | Mika Söderström    | SWE  |
| 7     | Kathrin Fuhrer     | SUI  |
| 8     | Liz Van Houweling  | USA  |
| 9     | Kristen Kulchinsky | USA  |
| 10    | Lou Bates          | GBR  |

Weitere Platzierungen:
 Hannah Ludwig (13.), Merle Brunnée (14.), Tanja Erath (30.), Eleisa Haag (33.), Pia Kummer (44.), Gökçe Paul (55.)
 Melanie Maurer (29.)
 Katharina Machner (70.)

### Männer
| Platz | Name             | Land |
| ----- | ---------------- | ---- |
| 1     | Bjørn Andreassen | DEN  |
| 2     | Jason Osborne    | GER  |
| 3     | Marc Mäding      | GER  |
| 4     | Anders Foldager  | DEN  |
| 5     | Kjell Power      | BEL  |
| 6     | Freddy Ovett     | AUS  |
| 7     | Haavard Gjeldnes | NOR  |
| 8     | James Barnes     | RSA  |
| 9     | Oskar Hvid       | DEN  |
| 10    | Zach Nehr        | USA  |

Weitere Platzierungen:
 Martin Maertens (11.), Christoph Thiem (42.), Simon Walter (58.), Matthias Strasser (60.)
 Michael Konczer (38.), Daniel Pettinger (73.)
 Marcel Wyss (56.)